# Kaneda Mami
Kaneda Mami (金田 真美; Hepburn: Kaneda Mami) (Japán, 1968. március 9. –) japán válogatott labdarúgó.

## Nemzeti válogatott
1984-ben debütált a japán válogatottban. A japán válogatottban 3 mérkőzést játszott.

## Statisztika
| Japán válogatott | Japán válogatott | Japán válogatott |
| Időszak          | Mérk.            | gól              |
| ---------------- | ---------------- | ---------------- |
| 1984             | 2                | 0                |
| 1985             | 0                | 0                |
| 1986             | 1                | 0                |
| Összesen         | 3                | 0                |